# L'Urbanisme, utopies et réalités
 (octobre 2010).
 (octobre 2010).
Si vous disposez d'ouvrages ou d'articles de référence ou si vous connaissez des sites web de qualité traitant du thème abordé ici, merci de compléter l'article en donnant les références utiles à sa vérifiabilité et en les liant à la section « Notes et références ».

L'Urbanisme, utopies et réalités est une anthologie parue dirigée par Françoise Choay et qui regroupe les écrits et les théories sur l'urbanisme de nombreux auteurs. 

## Résumé
- Y compris ce qui est le principe urbain par Tony Garnier.

. La ville est une langue vivante, qui doit être intelligible, c'est ce qu'a fait Victor Hugo dans la philosophie de l'architecture « cet art roi » (sic). 

## Table (sommaire du livre)
(Les patronymes Choay ci-après respectent la typographie ed. 1979 de la Table p.447).
__Préambule p.7 L'urbanisme en question 
     (voir supra)
_Chap. I LE PRE-URBANISME PROGRESSISTE
1. p.89 Robert Owen
2. p.95 Charles Fourier
3. p.106 Victor Considérant
4. p.120 Étienne Cabet
5. p.131 Pierre-Joseph Proudhon
6. p.136 Benjamin Ward Richardson
7. p.142 Jean-Baptiste Godin
8. p.145 Jules Verne
9. p.150 Herbert-George Wells

_Chap. II LE PRE-URBANISME CULTURALISTE
1. p.155 Augustus Welby Northmore Pugin
2. p.159 John Ruskin
3. p.168 William Morris

_Chap. III LE PRE-URBANISME SANS MODELE
1. p.181 Friedrich Engels
2. p.192 Karl Marx
3. p.197 Pierre Kropotkine
4. p.204 N. Boukharine et G. Préobrajensky

_Chap. IV L'URBANISME PROGESSISTE
1. p.209 Tony Garnier
2. p.220 Georges Benoit-Lévy
3. p.224 Walter Gropius
4. p.233 Charles-Édouard Jeanneret dit Le Corbusier
5. p.250 Stanislas Gustavovitch Stroumiline

_Chap. V L'URBANISME CULTURALISTE
1. p.259 Camillo Sitte
2. p.277 Ebenezer Howard
3. p.290 Raymond Unwin

_Chap. VI L'URBANISME NATURALISTE
1. p.297 Franck Lloyd Wright

_Chap. VII TECHNOTOPIE
1. p.315 Eugène Hénard
2. p.321 rapport Buchanan
3. p.335 Iannis Xenakis

_Chap. VIII ANTHROPOPOLIS
1. p.345 Patrick Geddes
2. p.354 Marcel Poète
3. p.358 Lewis Mumford
4. p.367 Jane Jacobs
5. p.379 Leonard J. Duhl
6. p.384 Kevin Lynch

_Chap. IX PHILOSOPHIE DE LA VILLE
1. p.403 Victor Hugo
2. p.409 Georg Simmel
3. p.422 Oswald Spengler
4. p.429 Martin Heidegger